# 1975 és 1990 között Magyarországon működött tanítóképző és tanárképző főiskolák listája
1975-76-ban országszerte főiskolai rangra emelték a korábbi Tanítóképző Intézeteket, illetve korábbi összevonások során a tanító- és tanárképző szakokat egy intézménybe csoportosították. Ennek során a korábban alapított intézményekkel együtt összesen 14 önálló pedagógiai főiskola jött létre, többségük hivatalos neve Tanítóképző Főiskola (esetenként Tanárképző Főiskola) lett, amit a település nevével együtt használtak, mint például jászberényi Tanítóképző Főiskola, vagy Tanítóképző Főiskola, Győr. A következő években az intézmények többsége valamilyen egyértelműsítő nevet vett fel, ami lehetett személynév, vagy annak a településnek a neve, ahol a főiskola székhelye volt. A főiskolák - a bajai Eötvös József Főiskola kivételével - legkésőbb a 2000-ben történt felsőoktatási integrációkor elvesztették önállóságukat, valamelyik egyetem karaként működtek tovább. A főiskolákat a székhely szerint betűrendben, az önállóságuk idején felvett nevükkel közöljük.
- Baja: Eötvös József Tanítóképző Főiskola (1959–)[1]
- Békéscsaba: Békéscsabai Tanítóképző Főiskola(wd)
- Budapest: Budapesti Tanítóképző Főiskola (1869–2000)
- Debrecen: Kölcsey Ferenc Református Tanítóképző Főiskola (–2011)
- Esztergom: Vitéz János Tanítóképző Főiskola(wd) (1976–2013)
- Győr: Apáczai Csere János Tanítóképző Főiskola (1975–1999)[2]
- Eger: Ho Si Minh Tanárképző Főiskola (1969–1990)
- Jászberény: Tanítóképző Főiskola (1975–1999)
- Kaposvár: Csokonai Vitéz Mihály Tanítóképző Főiskola(wd)  (1975–1999)
- Kecskemét: Tanítóképző Főiskola (1986–1999)
- Nyíregyháza: Bessenyei György Tanárképző Főiskola (1970–1999)
- Pécs: Pécsi Tanárképző Főiskola (1948–1982)
- Szeged: Juhász Gyula Tanárképző Főiskola (1964–2000)